# Вениамин (Межинский)
Архиепископ Вениамин (в миру Мирослав Никифорович Межинский; 16 марта 1966, село Кулевцы, Черновицкая область) — архиерей Украинской православной церкви (Московского патриархата), архиепископ Хотинский, викарий Черновицко-Буковинской епархии.

## Биография
Родился 16 марта 1966 года в селе Кулевцы Заставновского района Черновицкой области.
С 1974 по 1984 гг. получил среднее образование, после чего с 1984 по 1986 гг. служил в рядах Советской армии.
После демобилизации работал в Черновицком Утосе и одновременно исполнял послушание иподиакона у Преосвященнейшего Антоний (Москаленко), епископа Черновицкого и Буковинского (ныне архиепископ Уральский и Атюбинський).
3 ноября 1988 года в Свято-Николаевском кафедральном соборе города Черновцы пострижен в монашество с именем Вениамин (в честь преподобного Вениамина Печерского, затворника, память 13/26 октября).
19 декабря 1988 года епископом Черновицким и Буковинским Антоний (Москаленко) рукоположён в сан иеродиакона, а 25 декабря 1988 года — в сан иеромонаха.
С декабря 1988 года по январь 1989 года служил на приходах Путильского благочиния (в сек. Шепот и в с. Селятино).
01 февраля 1989 года назначен настоятелем Свято-Успенского храма села Кулевцы Заставновского благочиния.
С 1991 по 1995 годы учился в Киевской духовной семинарии (заочно).
15 апреля 1997 года по благословению Блаженнейшего Владимира, Митрополита Киевского и всея Украины и решением Священного Синода УПЦ приход Свято-Успенского храма села Кулевцы Заставновского благочиния была преобразована в монастырь. Иеромонах Вениамин (Межинский) был назначен наместником Свято-Успенского мужского монастыря села Кулевцы.
29 августа 1990 года был награждён наперсным крестом.
11 июля 1992 года был возведен в сан игумена.
30 апреля 1997 года награждён крестом с украшениями и возведен в сан архимандрита.
В 2004 году поступил в Черновицкий Православный Богословский Институт.
В 2010 году получил высшее образование с квалификацией «Магистр православного Богословия».
В 2013 году окончил аспирантуру при Институте и получил ученую степень «Доктора Богословия», защитив диссертационную работу «: делание как путь совершенствования человека».

## Архиерейство
18 октября 2016 года решением Священного синода УПЦ был назначен епископом Хотинским, викарием Черновицко-Буковинской епархии.
12 ноября 2016 года в Пантелеимоновом женском монастыре в Феофании в городе Киеве был наречён во епископа Хотинского, викария Черновицко-Буковинской епархии.
13 ноября 2016 года в Трапезном храме преподобных Антония и Феодосия Киево-Печерской лавры хиротонисан во епископа Хотинского, викария Черновицко-Буковинской епархии. Хиротонию совершили: митрополит Киевский и всея Украины Онуфрий (Березовский), митрополит Бориспольский и Броварской Антоний (Паканич), митрополит Херсонский и Таврический Иоанн (Сиопко), митрополит Могилёв-Подольский и Шаргородский Агапит (Бевцик), митрополит Черновицкий и Буковинский Мелетий (Егоренко), архиепископ Бучанский Пантелеимон (Бащук), архиепископ Уманский и Звенигородский Пантелеимон (Луговой), архиепископ Яготинский Серафим (Демьянов), епископ Боярский Феодосий (Снигирёв), епископ Банченский Лонгин (Жар), епископ Ирпенский Климент (Вечеря), епископ Бородянский Варсонофий (Столяр), епископ Фастовский Дамиан (Давыдов), епископ Васильковский Николай (Почтовый), епископ Шепетовский и Славутский Евсевий (Дудка).
С 9 марта по 4 декабря 2022 года временно управлял Ивано-Франковской епархией.
17 августа 2022 года за литургией на соборной площади Киево-Печерской лавры митрополитом Онуфрием возведён в сан архиепископа.